# 原枋隙教會
25°03′54″N 121°30′35″E / 25.064986°N 121.509635°E
原枋隙教會，是位於臺灣臺北市大同區大稻埕的長老教會禮拜堂，為馬偕牧師使用中法戰爭賠款所籌建，1886年落成，現今只存留部分建物，被列為歷史建築。

## 由來
19世紀中法戰爭，法國艦隊封鎖臺灣沿海各港口，因此發生西仔反。1884年10月5日，大龍峒禮拜堂被毀。1885年9月28日，加拿大籍馬偕，從台灣巡撫劉銘傳領到賠款墨西哥銀圓1萬元後，計畫重建大龍峒禮拜堂等七座淡水河沿岸的教堂。

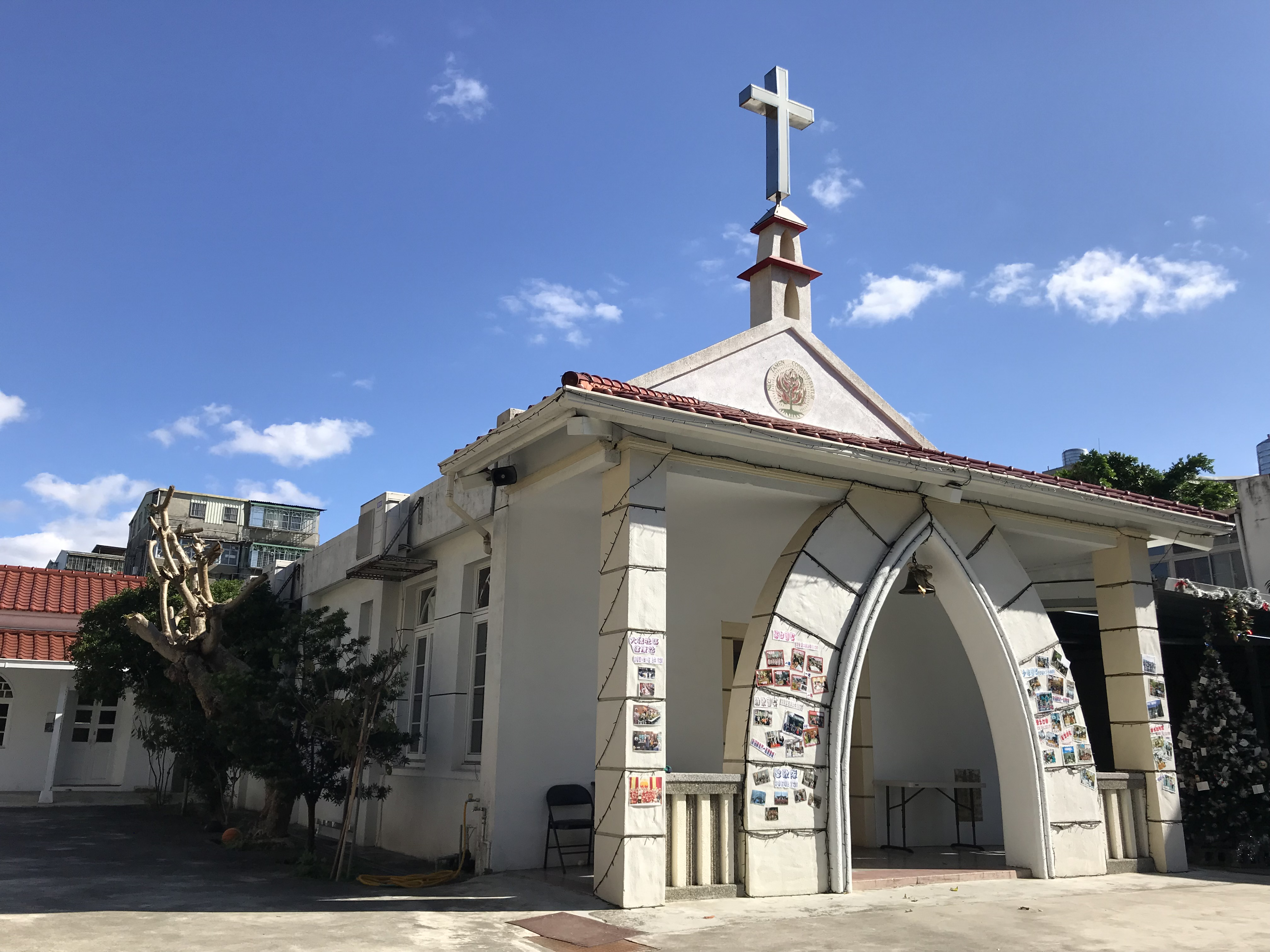
原枋隙教會

枋隙禮拜堂於1885年10月29日於牛磨車街動工，1886年12月24日竣工。

## 原貌
建物屋頂，設有高8英尺的尖屋頂，正面塗抹石膏，裝飾燃燒的荊棘及書寫「棘焚而不燬」字句。艋舺市民稱該尖塔為「三哲香塔」或「三哲雄塔」，因當地人有三位為秀才，所以有此稱。整體與同賠款新建的新店、錫口、艋舺禮拜堂造型雷同。除尖塔外，枋隙禮拜堂的柱子、門窗形式均為哥德式的尖塔，特色是柱子上面與屋脊上面均立有類似小佛塔的裝飾。
堂內均以石灰加以粉刷稱白色。 1906年，在講台後再增築。
學者詹添全表示，枋隙禮拜堂是馬偕唯一遺留的教堂，因馬偕在台北市興建的四座教堂中的三處已拆除。

## 使用
郭水龍牧師回憶說大龍峒教會搬來枋隙禮拜堂後，改名「枋隙教會」，有李春生等從福建廈門來台的信徒。大稻埕禮拜堂建立後，枋隙禮拜堂，先被出租給日本政府作為日語傳習所，後租約給寶香齋餅店作為工廠。寶香齋餅店店主余傳爐曾於1901年，擔任枋隙教會的長老。寶香齋承租三年不再續約，枋隙禮拜堂租被外人侵占，經教會余約東打三年官司後，於1956年4月22日重新作教堂，組織改名「大橋教會」。
今日，枋隙禮拜堂僅存北棟側翼建物的牧師辦公室為馬偕時期興建的原建物，尚存當時的唭哩岸石砌牆與尖拱窗。